# Кастелран
Кастелран (фр. Castelreng) насеље је и општина у јужној Француској у региону Лангдок-Русијон, у департману Од која припада префектури Лиму.
По подацима из 2011. године у општини је живело 200 становника, а густина насељености је износила 18,15 становника/km². Општина се простире на површини од 11,02 km². Налази се на средњој надморској висини од 2503 метара (максималној 572 m, а минималној 244 m).

## Демографија
| 1962. | 1968. | 1975. | 1982. | 1990. | 1999. | 2011. |
| ----- | ----- | ----- | ----- | ----- | ----- | ----- |
| 170   | 197   | 158   | 168   | 174   | 165   | 200   |

График промене броја становника у току последњих година